# Erpetogomphus compositus
Erpetogomphus compositus là loài chuồn chuồn trong họ Gomphidae. Loài này được Hagen in Selys mô tả khoa học đầu tiên năm 1858.